# Carnage chez les Puppets
Pour plus de détails, voir Fiche technique et Distribution.
Carnage chez les Puppets ou Carnage chez les Joyeux Touffus au Québec (The Happytime Murders) est une comédie américaine réalisée par Brian Henson, sortie en 2018.
Le film se déroule dans un monde où les humains et les marionnettes vivent ensemble, même si ces dernières sont rejetées ou discriminées par les hommes, l'inspecteur et « puppet » Phil Philips s'allie au détective Connie Edwards, une femme flic, pour démasquer un tueur en série qui assassine les anciens acteurs du Happy Time Gang, une émission de marionnettes très populaire dans les années 1980.

## Synopsis
Le film se déroule dans un univers où les humains vivent avec les "puppets", des marionnettes douées de la parole mais considérées comme des citoyens de seconde zone.
Phil Phillips, première et seule puppet à avoir intégré la police de Los Angeles, est devenu détective privé après en avoir été renvoyé à la suite d'une bévue. Arrivé à son bureau, Bubbles, sa secrétaire humaine lui annonce qu'il a une cliente. Il s'agit d'une puppet, Sandra White, nymphomane, qui cherche à savoir l'identité du corbeau qui tente de la faire chanter. Phil remonte jusqu'à un sex shop dont il connait le patron et tente de trouver l'identité du maître chanteur via les enregistrements des caméras. Pendant son investigation, un tueur fait irruption et tue l'intégralité des clients notamment le lapin, Mr Bumblypants, ancienne star de la sitcom The Happytime Gang.
La police arrive et Phil retrouve son ancienne partenaire, Connie Edwards. Douze ans auparavant, elle avait été prise en otage par une puppet mais Phil avait raté son tir, tuant un père puppet sous les yeux de sa fille. Phil avait sauvé sa partenaire blessée en lui greffant un foie de puppet mais Connie avait témoigné contre lui, ce qui déboucha sur une loi interdisant aux puppets de devenir agent de police. Connie pense que le braquage a mal tourné alors que Phil explique qu'il s'agit d'un assassinat ciblé car la caisse est restée sur place. Phil demande à son frère, Larry Phillips, lui aussi ancienne star du feuilleton, de faire attention mais ce dernier meurt, également, dévoré par des chiens que le tueur a fait rentrer dans sa propriété. Devant ce nouveau crime, Phil est forcé de faire équipe avec Connie.
Les anciens partenaires rendent visite à l'ancien diffuseur du Happytime Gang qui leur explique que les droits de la sitcom ont expiré. Les contrats stipulent également que le dernier acteur en vie pourrait toucher l'intégralité des droits de ses partenaires. Suspectant que l'un des membres essaie de tuer les autres stars pour toucher le pactole, Phil et Connie se rendent chez Lyle, le troisième acteur. Lyle meurt dans une embuscade sous les yeux de Phil. De retour dans son bureau où l'attend Sandra, Phil et elle ont une relation sexuelle. Le privé s'échappe en apprenant que les agents du FBI le suspecte de tous les meurtres commis. Phil se rend dans le club de strip-tease où officie son ancienne petit ami (et star de la série), Jenny, la seule humaine de la sitcom. Phil la raccompagne jusqu'à sa voiture qui s’avérait être piégée. Phil s'enfuit une nouvelle fois mais la police, le voyant sur la scène du crime, le considère comme responsable du meurtre ainsi que des précédents.
Phil se cache chez Connie qui a retrouvé la trace de Goofer, ancien acteur du Happytime Gang devenu un drogué accro au sucre. Malheureusement, Connie n'arrive rien à en tirer et Goofer est retrouvé noyé le lendemain. Ezra et Cara, le couple (et frère et sœur dans la vraie vie) phare du feuilleton sont les dernières puppets encore en vie. Phil et Connie se rendent chez eux en plein désert mais les retrouve décapités. Le FBI arrive sur place et les arrêtent. Phil est emmené et Connie, suspendue.
Lors de son interrogatoire, Sandra témoigne contre Phil, expliquant même qu'il préméditait ses actions. Sandra explique qu'elle était mariée à Jenny et que Phil (qui n'en savait rien) voulait la reconquérir. Loin de se démonter, Connie, aidée de Bubbles, pénètre dans l'appartement de Sandra où elles découvrent une pièce secrète. À l'intérieur, elles trouvent une photo et comprennent que Sandra est la fille de la puppet que Phil avait tué par accident et qu'elle préparait sa vengeance. Bubbles déclenche un piège faisant disparaître les preuves mais Connie réussit à sortir Phil de prison.
Les coéquipiers foncent jusqu'à l'aéroport où Sandra s'apprête à décoller en emmenant l'argent de la sitcom. Sur le parvis, Phil tente de la raisonner en lui expliquant que la mort de son père le hante chaque jour mais Sandra n'en a cure et souhaitait simplement le faire souffrir. Soudain, Jenny, qui avait simulé sa mort, rejoint sa compagne mais hésite à tuer Phil. Sandra l'assomme et s'échappe pour garder l'intégralité de l'argent mais Connie s'interpose. Phil se retrouve dans la même situation qu'auparavant où Connie était prise en otage mais cette fois, vise parfaitement et abat Sandra.
La police arrive pour féliciter Connie et Phil, lui permettant même de revenir dans leur rang. Le film se conclut sur Phil demandant à Bubbles si elle souhaite sortir avec lui ce qu'elle accepte.

## Fiche technique
- Titre original : The Happytime Murders
- Titre français : Carnage chez les Puppets
- Titre québécois : Carnage chez les Joyeux Touffus
- Réalisation : Brian Henson
- Scénario : Todd Berger et Dee Austin Robertson
- Montage : Brian Scott Olds
- Musique : Christopher Lennertz
- Photographie : Mitchell Amundsen
- Production : Brian Henson, Jeff Hayes, Jason Lust, Melissa McCarthy et Ben Falcone
- Sociétés de production : Black Bear Pictures, Henson Alternative, H.Brothers, On the Day Productions et STX
- Société de distribution : STX (États-Unis) / Metropolitan Filmexport (France)
- Pays d'origine : États-Unis
- Langue d'origine : anglais
- Budget : dollars
- Format : couleur – 1,85:1 — son Dolby SR
- Genre : comédie
- Durée : minutes
- Dates de sortie :
  -  États-Unis : 24 août 2018
  -  France : 19 septembre 2018

## Distribution

### Humains
- Melissa McCarthy (VF : Véronique Alycia ; VQ : Pascale Montreuil) : détective Connie Edwards
- Maya Rudolph (VF : Déborah Perret ; VQ : Aline Pinsonneault) : Bubbles
- Joel McHale (VF : Alexis Victor ; VQ : Mael Davan-Soulas) : agent Campbell
- Elizabeth Banks (VF : Charlotte Marin ; VQ : Viviane Pacal) : Jenny
- Leslie David Baker (VF : Bruno Henry ; VQ : Patrick Chouinard) : lieutenant Banning
- Michael McDonald (en) (VF : Nicolas Marié ; VQ : Jacques Lavallée) : Ronovan Scargle
- Jimmy O. Yang (VQ : Stéphane Rivard) : officier Delancey
- Ryan Gaul (VQ : Tristan Harvey) : officier Milligan
- Michael Croner (VQ : Patrice Dubois) : Jack Cook
- Mitch Silpa (VQ : Philippe Martin) : Tommy
- Cynthy Wu (VF : Leslie Lipkins ; VQ : Camille Cyr-Desmarais) : Brittenie Marlowe
- Steve Mallory (VF : Yoann Sover) : Kerry
- Fortune Feimster (VF : Dorothée Pousséo) : Robin

### Marionnettes
- Bill Barretta (VF : Jérémie Covillault ; VQ : Louis Philippe Dandenault) : Phil Philips
  - (VF : Emmanuel Karsen ; VQ : Manuel Tadros) : Junkyard
  - (VF : Jean-Claude Donda ; VQ : François L'Écuyer) : Sanglier
- Dorien Davies (VF : Flora Brunier ; VQ : Anne Dorval) : Sandra
- Drew Massey (VF : Pierre Tessier ; VQ : Benoit Éthier) : Goofer
  - (VF : Gérard Darier ; VQ : Daniel Picard) : Vinny
- Ted Michaels : Ezra / (VF : Emmanuel Karsen) : un Puppet malfrat
- Colleen Smith : Cara
- Victor Yerrid (VF : Sébastien Desjours ; VQ : Hugolin Chevrette-Landesque) : Larry Philips
  - (VF : Patrice Dozier ; VQ : Sébastien Dhavernas) : Vieil Homme
- Kevin Clash (VF : Michel Elias ; VQ : Gilbert Lachance) : Lyle
  - (VF : Jérémy Prévost ; VQ : François Godin) : Bumblypants
- Allan Trautman (VF : Patrice Dozier ; VQ : Jean-Marie Moncelet) : le Puppet docteur
- Donna Kimball (VF : Elsa Davoine) : Roxy